# لودینویه پوله
شهر لودینویه پوله (به روسی: Лодейное Поле) در کشور روسیه و در اوبلاست لنینگراد واقع شده‌است.